# La Pradera (Guanajuato)
La Pradera es una localidad del estado mexicano de Guanajuato. Es parte del municipio de Purísima del Rincón.

## Demografía
| Censo | Población |
| ----- | --------- |
| 2000  | 436       |
| 2010  | 881       |
| 2020  | 1 286     |